# Texas Motor Speedway
Le Texas Motor Speedway (surnommé « The Great American Speedway ») est un circuit automobile américain ovale de type speedway utilisé en IndyCar Series et en NASCAR. Il est situé dans la partie nord de la ville de Fort Worth du comté de Denton de l'état du Texas.

## Caractéristiques
La disposition du circuit est très semblable à celle de l'Atlanta Motor Speedway et du Charlotte Motor Speedway.
Le Texas Motor Speedway est un quad-oval (ovale dont la ligne droite longeant les stands est légèrement coudée) d'une longueur de 1,5 milles (2,41 km), avec des virages inclinés à 24 degrés.
La capacité totale en spectateurs est de 212 470, dont 159 470 places permanentes et 144 suites de luxe.
Le speedway est la propriété de Speedway Motorsports, une compagnie également propriétaire des circuits Atlanta Motor Speedway, Charlotte Motor Speedway et Bristol Motor Speedway.
Son coût de construction s'est élevé à 250 millions USD.

## Histoire
Fin novembre 1994, Bruton Smith (en), propriétaire de la NASCAR à cette époque, annonce qu'un circuit serait construit dans la région de Dallas - Fort Worth.
En février 1995, le comté de Denton obtient l'autorisation pour bâtir le circuit au nord de Fort Worth. Les travaux commencent le 18 août 1995.
En septembre 1996, pendant la construction et pour une courte durée, le circuit est dénommé Texas International Raceway. La société Speedway Motorsports souhaite que « Motor Speedway » soit un élément du nom mais en août 1996, un petit circuit d'un quart de mile situé à Alvin, Texas, maintenant connu sous le nom de Texas Thunder Speedway, intente un procès contre l'utilisation de ces termes. Le 2 décembre 1996, un accord est conclu entre les deux circuits et le nom de Texas Motor Speedway est attribué à l'ovale de 1,5 mile.
Le 5 avril 1997, le Texas 500 est la première course officielle à se tenir sur le nouveau circuit.
La piste a été entièrement resurfacée au premier trimestre 2017. Le but de cette opération est d'améliorer le drainage en cas de pluie. En effet, les opérations de séchage y étaient extrêmement longues et difficiles. L'année 2016 avait ainsi connu un report de plusieurs semaines d'une course Indycar et un décalage de plusieurs heures d'une course de NASCAR (temps nécessaire pour sécher la piste).

## Firestone Firehawk 600
Le Texas Motor Speedway était censé accueillir le Firestone Firehawk 600 (en), une épreuve de la série CART, le 29 avril 2001. Celle-ci devait être la première course de CART sur un circuit avec un banking aussi élevé, le CART n'avait jamais programmé une course sur un ovale avec un degré d'inclinaison supérieur à 18°. La série concurrente, l'IRL avait en revanche déjà organisé une épreuve sur ce circuit dès 1997 (actuellement connue en tant que Bombardier Learjet 550).
Cependant, vingt-et-un des vingt-cinq pilotes qualifiés pour la course se plaignirent de vertiges et de désorientation pendant les deux jours d'essais. Ils s'étaient attendus à des vitesses bien au-dessus de 350 km/h, en fait la moyenne de qualification la plus faible fut de 352 km/h et la plus rapide fut de 375,616 km/h. Les pilotes subissaient des forces latérales allant jusqu'à 5,5 g alors qu'une force jusqu'à 3 g est considérée comme le maximum qu'un pilote puisse supporter pendant la toute la durée d'une course.
Confronté à la possibilité d'accidents graves, le CART décida de reporter la course, deux heures seulement avant l'heure prévue pour le départ. À la suite de cette annulation, TMS a poursuivi le CART en justice, argumentant que celui-ci aurait dû connaître les risques posés par les vitesses élevées. Les deux parties trouvèrent un arrangement plus tard dans l'année. La série CART, renommée par la suite Champ Car, n'est jamais revenue au Texas Motor Speedway et a disparu en 2007.

## Courses actuelles accueillies
- NASCAR Cup Series - O'Reilly Auto Parts 500
- NASCAR Cup Series - AAA Texas 500
- Xfinity Series - My Bariatric Solutions 300 (en)
- Xfinity Series - O'Reilly Auto Parts 300 (en)
- Camping World Truck Series - Rattlesnake 400 (en)
- Camping World Truck Series - Striping Technology 350 (en)
- IndyCar Series - Rainguard Water Sealer 600 (en)
- ARCA Racing Series – Rattlesnake 150
- Global Rallycross Championship
- Speed Energy Formula Off-Road (en)[5]

D'autres courses telles que la Lone Star Legends se déroulent pendant l'été. La piste en terre battue accueille occasionnellement le spectacle du Monster Truck ainsi que le motocross et de petites courses.

### Autres événements
Le 14 juin 1997, le Texas Motor Speedway a accueilli 185 000 personnes lors du festival country Fruit of the Loom avec en tête d'affiche, Jo Dee Messina, Bryan White (en), Wynonna Judd, Vince Gill, The Charlie Daniels Band, Hank Williams Jr., LeAnn Rimes, Travis Tritt (en) et Randy Travis.
Le 21 juin 1997, c'est un festival rock (le Blockbuster Rock Fest) qui y est organisé. Les quelque 385 000 spectateurs acclamèrent des groupes tels Bush, No Doubt, Collective Soul, Matchbox Twenty, Jewel, the Wallflowers, Counting Crows, Third Eye Blind, Sugar Ray, Paula Cole et beaucoup d'autres. Les fans étant arrivés la nuit précédant l'ouverture du festival, les organisateurs en toute dernière minute organisent un concert le vendredi soir.
Des cours de conduite ainsi que des essais de voiture de course sont organisés tout au long de l'année sur le circuit par les entreprises Texas Driving Experience et Team Texas. Don Krusemark âgé de 87 ans décède lors d'un accident sur le circuit durant une séance d'essai organisée par Texas Driving Experience.
La première course du championnat sur terre battue (The Off Road Championship (en)) se déroulera sur le Texas Motor Speedway en 2009. Le circuit plat ovale de 0,4 milles (0,644 km) sera à cette occasion modifié en y ajoutant des sauts et des whoops Les deux courses organisées sur le weekend seront gagnées en série Pro-4 par le pilote Rick Huseman (en) (les 2 courses), en série Pro-2 l'une par Ricky Johnson (en) et l'autre par Scott Taylor (en) et en série Pro Lite par Marty Hart (en) et Casey Currie.
Le premier festival chrétien d'alternatif-rock le Forty Fest est organisé sur le circuit en août 2010.
Il faut également signaler qu'en 2004, les propriétaires du Texas Motor Speedway tentèrent (mais sans succès) de faire jouer sur l'aire centrale du circuit, le match de rivalité de football américain opposant les Longhorns du Texas aux Sooners de l'Oklahoma qui devait se jouer au Cotton Bowl.

## Galerie

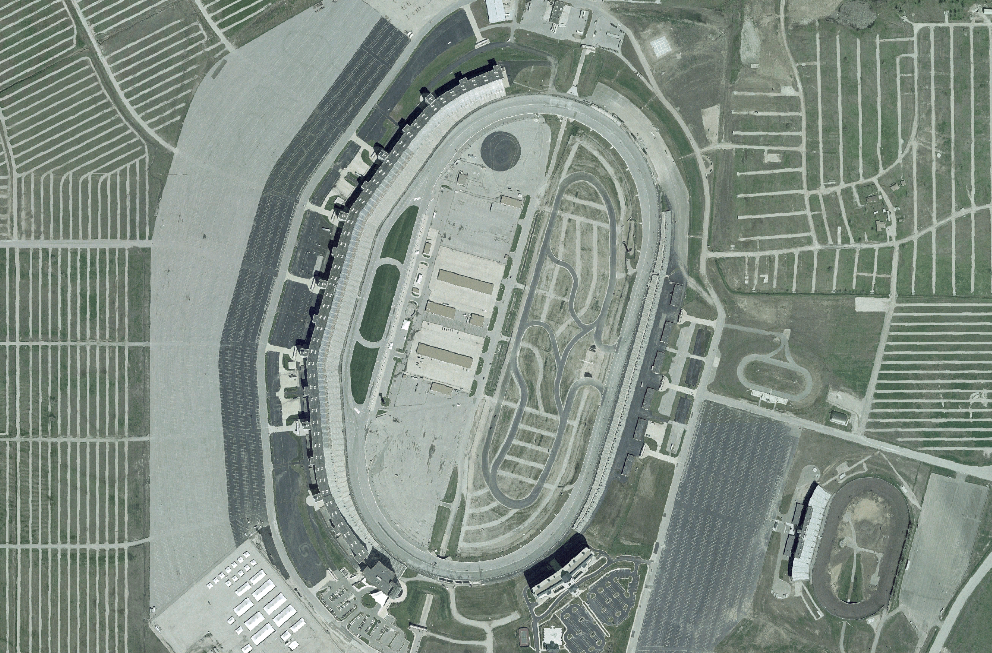
Vue aérienne du circuit.
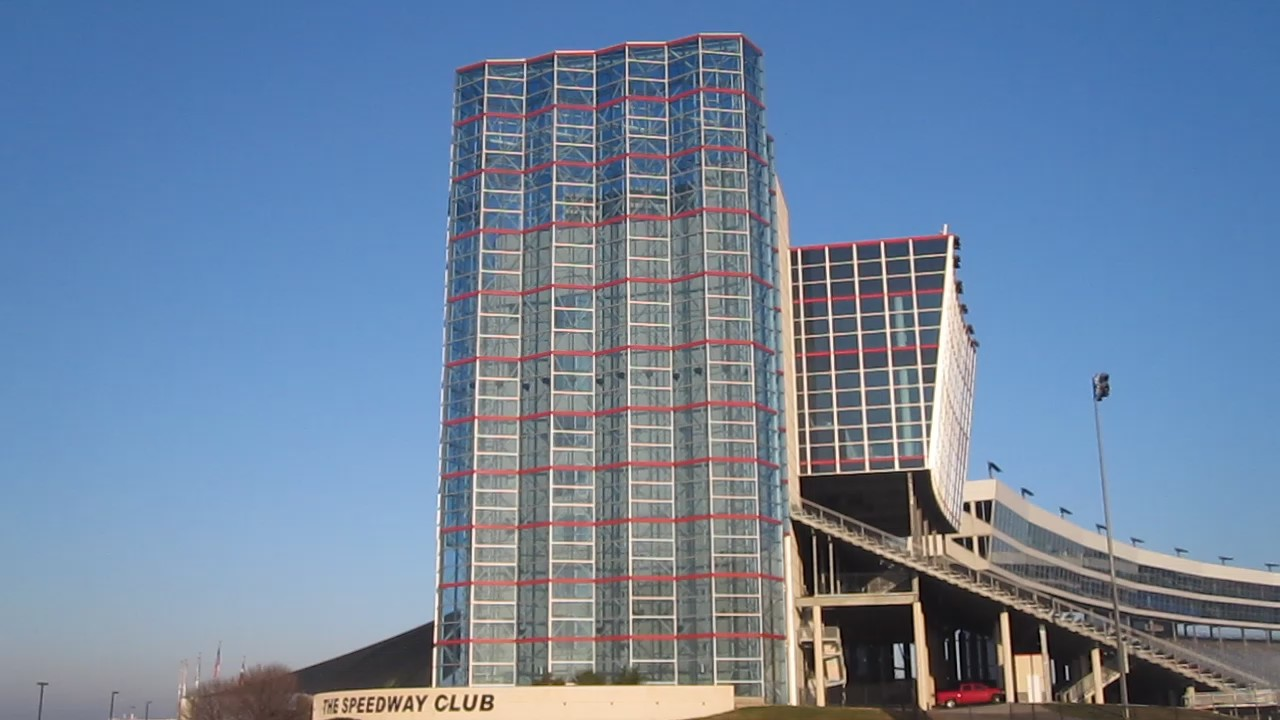
Le club Texas Motor Speedway Club construit à Fort Worth, Texas.
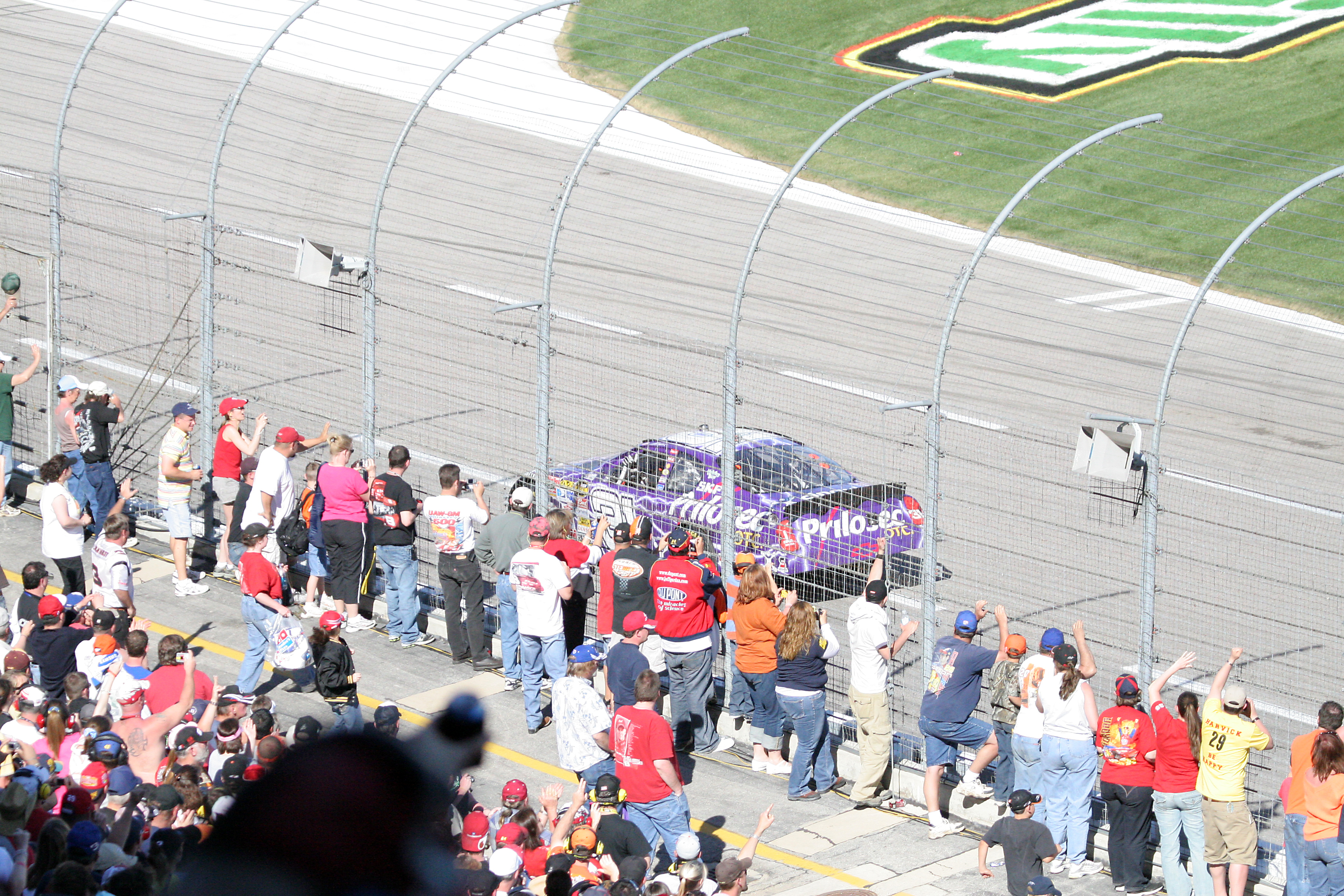
Jeff Burton (Samsung 500).
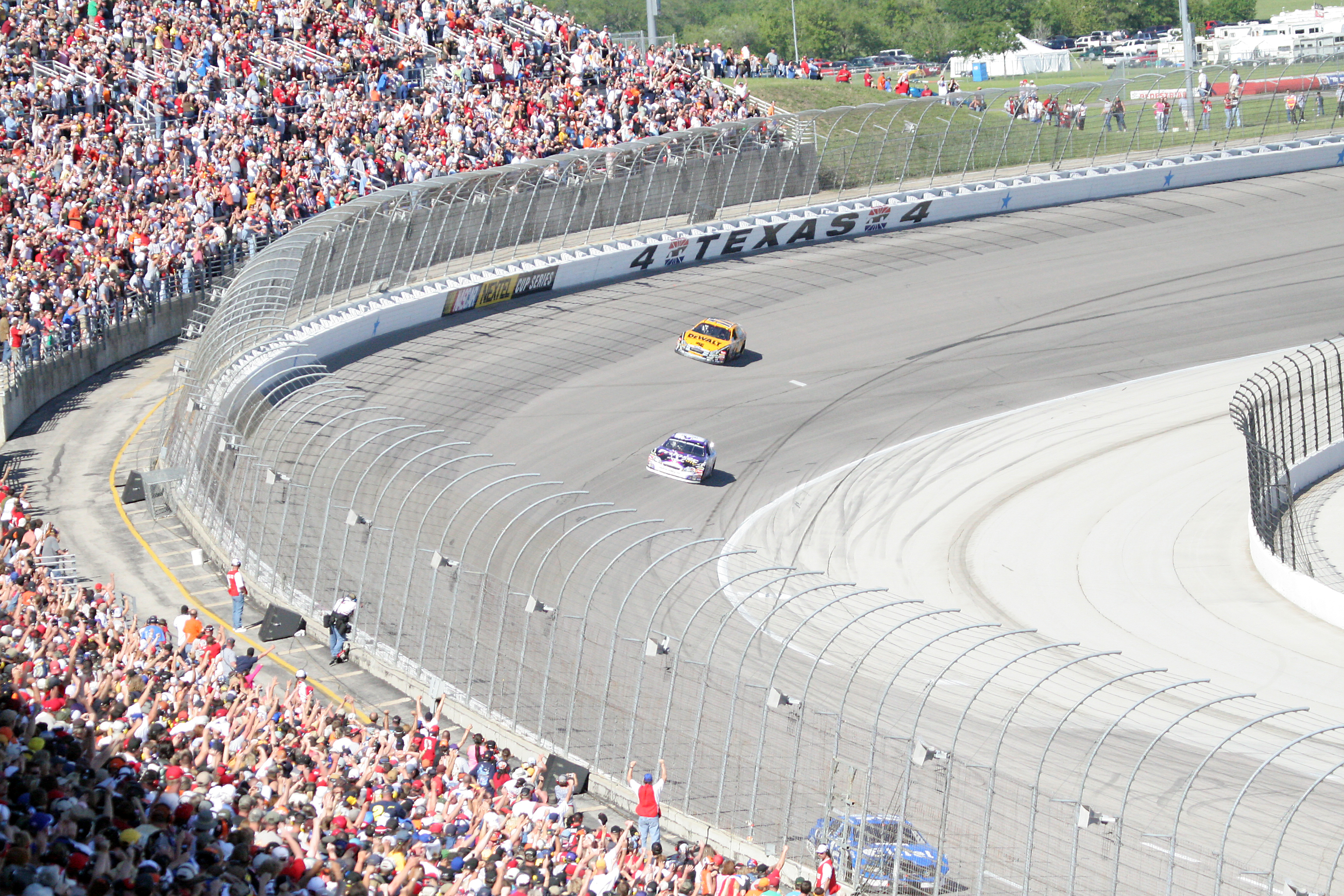
Tour final (Samsung 500).
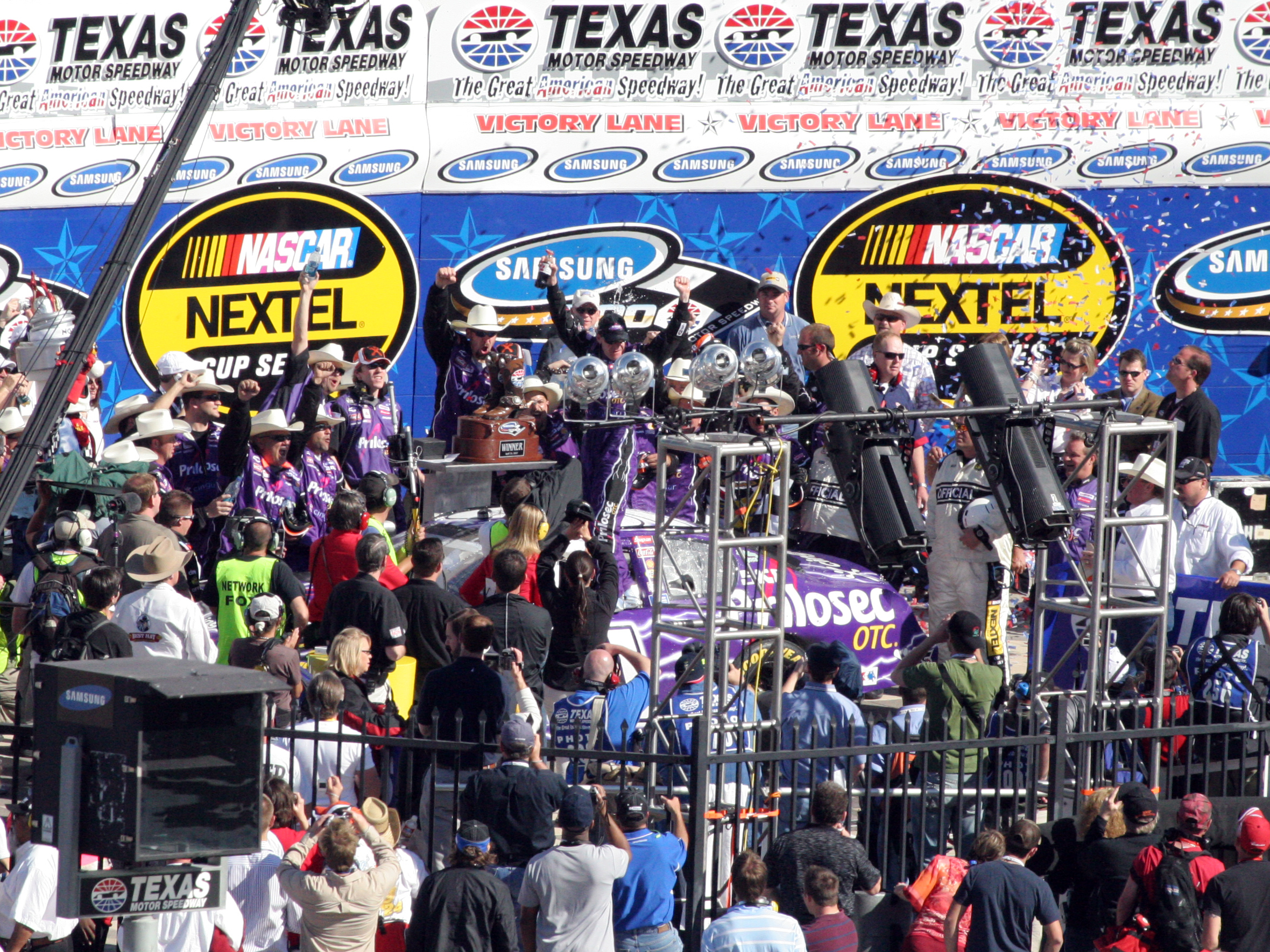
Les vainqueurs (Samsung 500).
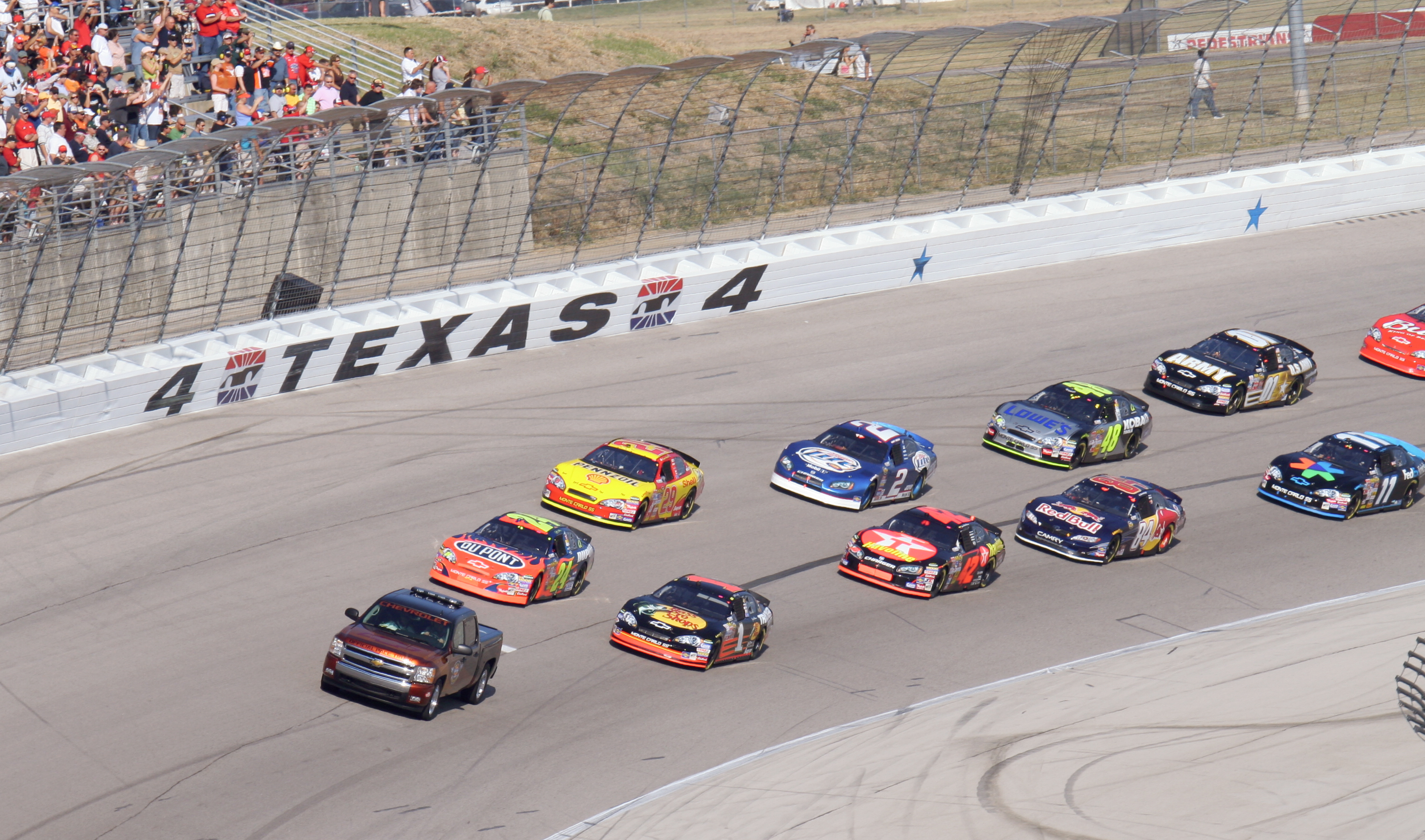
La safety car devant les voitures lors de la course d'automne 2007, le Dickies 500.
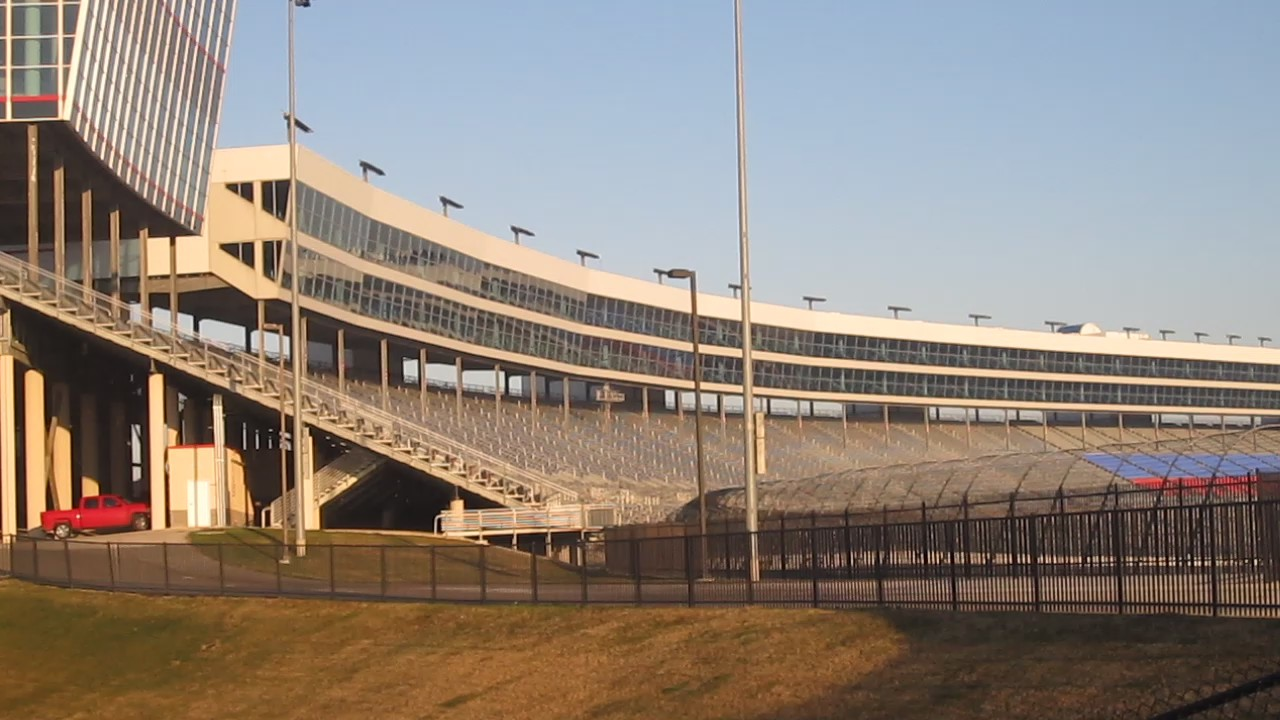
Une vue de la tribune du Texas Motor Speedway avant l'arrivée du public.

## Records du circuit
| Record                                     | Saison                           | Date                             | Pilote                           | Marque                           | Temps                            | Vitesse/Vit. Moyenne               |
| Monster Energy NASCAR Cup Series           | Monster Energy NASCAR Cup Series | Monster Energy NASCAR Cup Series | Monster Energy NASCAR Cup Series | Monster Energy NASCAR Cup Series | Monster Energy NASCAR Cup Series | Monster Energy NASCAR Cup Series   |
| ------------------------------------------ | -------------------------------- | -------------------------------- | -------------------------------- | -------------------------------- | -------------------------------- | ---------------------------------- |
| Qualifications                             | 2017                             | 1er novembre                     | Kurt Busch                       | Ford                             | 26,877 sec.                      | 200,915 milles (323,34 kilomètres) |
| Course 500 milles (804,67 km)              | 2012                             | 14 avril                         | Greg Biffle                      | Ford                             | 3 h 7 min 12 s                   | 160,577 milles (258,42 km)         |
| NASCAR Xfinity Series                      |                                  |                                  |                                  |                                  |                                  |                                    |
| Qualifications                             | 2002                             | 5 avril                          | Jeff Green                       | Chevrolet                        | 27,908 sec.                      | 193,493 milles (311,4 km)          |
| Course 300 milles (482,8 km)               | 2008                             | 5 avril                          | Kyle Busch                       | Toyota                           | 1 h 58 min 39 s                  | 151,707 milles (244,15 km)         |
| NASCAR Camping World Truck Series          |                                  |                                  |                                  |                                  |                                  |                                    |
| Qualifications                             | 2018                             | 2 novembre                       | Johnny Sauter                    | Chevrolet                        | 28,608 sec.                      | 188,758 milles (303,78 kilomètres) |
| Course 200 milles (321,87 km)              | 2015                             | 6 novembre                       | Erik Jones                       | Toyota                           | 1 h 23 min 44 s                  | 181,397 milles (291,93 km)         |
| Verizon IndyCar Series                     |                                  |                                  |                                  |                                  |                                  |                                    |
| Qualifications                             | 2007                             | 9 juin                           | Charlie Kimball                  | Honda Dallara                    | 23,273 sec.                      | 222,556 milles (358,17 kilomètres) |
| Course 165 milles (265,54 km)              | 2011                             | 11 juin                          | Will Power                       | Honda Dallara                    | 0 h 48 min 9 s                   | 206,693 milles (332,64 km)         |
| CART                                       |                                  |                                  |                                  |                                  |                                  |                                    |
| Qualifications                             | 2001                             | 28 avril                         | Kenny Bräck                      | Lola Cosworth                    | 22,854 sec.                      | 233,447 milles (375,7 km)          |
| Essai                                      | 2001                             | 28 avril                         | Paul Tracy                       | Reynard Honda                    | 22,542 sec.                      | 236,678 milles (380,9 km)          |
| Dernière mise à jour le 5.11.2019, source: |                                  |                                  |                                  |                                  |                                  |                                    |

### RecordsNASCAR Cup Series
(Dernière mise à jour le 5.11.2019)
| + de Victoires      | 7      | Jimmie Johnson                |
| + de Top-5          | 16     | Jimmie Johnson                |
| + de Top-10         | 22     | Jimmie Johnson, Kevin Harvick |
| + de Participations | 34     | Kevin Harvick, Kurt Busch     |
| + de Poles Position | 3      | Kurt Busch                    |
| + de Tours terminé  | 11 184 | Kurt Busch                    |
| + de Tours en tête  | 1 152  | Jimmie Johnson                |